# U-342
Unterseeboot 342 foi um submarino alemão do Tipo VIIC, pertencente a Kriegsmarine que atuou durante a Segunda Guerra Mundial.

## Comandantes
| Comandante                | Data                                        |
| ------------------------- | ------------------------------------------- |
| Oblt. Albert Hossenfelder | 12 de janeiro de 1943 - 17 de abril de 1944 |

## Subordinação
Durante o seu tempo de serviço, esteve subordinado às seguintes flotilhas:
| Período                                         | Flotilha                                  |
| ----------------------------------------------- | ----------------------------------------- |
| 12 de janeiro de 1943 - 28 de fevereiro de 1944 | 8. Unterseebootsflottille (treinamento)   |
| 1 de março de 1944 - 17 de abril de 1944        | 7. Unterseebootsflottille (serviço ativo) |